# Hessen (Schiff, 1905)
Die Hessen war ein Linienschiff der Braunschweig-Klasse der deutschen Kaiserlichen Marine. Ihre Schwesterschiffe waren Braunschweig, Elsass, Preußen und Lothringen.
1925 bis 1934 war sie bei der Reichsmarine wieder in Dienst. Ab 1937 wurde sie als ferngesteuertes Zielschiff genutzt und nach dem Kriegsende 1946 an die Sowjetunion ausgeliefert.

## Bau und technische Daten
Ihr Bau wurde von August Müller beaufsichtigt. Die Hessen wurde am 15. April 1902 bei der Germaniawerft in Kiel auf Kiel gelegt, lief am 18. September 1903 – getauft von Prinzessin Irene von Hessen-Darmstadt, der Gattin des Prinzen Heinrich von Preußen – vom Stapel und wurde am 19. Mai 1905 in Dienst gestellt. Die Baukosten betrugen 23,9 Millionen Mark.
Das Schiff war 127,7 m lang (Wasserlinie 126 m), 22,2 m breit und hatte einen Tiefgang von maximal 8,16 m. Die Wasserverdrängung betrug 13.208 t (Konstruktion) bzw. 14.394 t (maximal). Die Bewaffnung bestand aus vier 28-cm-Schnellladekanonen in Doppeltürmen, vierzehn 17-cm-Schnellladekanonen, achtzehn 8,8-cm-Schnellladekanonen und sechs 45-cm-Torpedorohren. Die Besatzung zählte 35 Offiziere und 708 Mannschaften. Die Turmpanzerung war bis zu 300 mm und die Gürtelpanzerung bis zu 225 mm dick; der Gefechtsturm hatte 225 mm und das Deck 40 mm Panzerung. Die Schiffe der Braunschweig-Klasse hatten drei Schornsteine und liefen mit ihren drei Dreizylinder-Verbunddampfmaschinen mit dreifacher Dampfdehnung bis zu 18,7 Knoten. Der Aktionsradius betrug 5.200 Seemeilen bei 10 kn Marschgeschwindigkeit.
Gegenüber ihren Vorgängern hatten die Schiffe der Braunschweig-Klasse eine stärkere Haupt- und Kasemattartillerie. Auch ihre Seetüchtigkeit war verbessert; obwohl sie bei starkem Seegang zum Rollen neigten, nahmen sie weniger Wasser über Bord als ihre Vorgängerklassen.

## Kaiserliche Marine
Die Hessen wurde am 4. März 1906 dem II. Geschwader der Hochseeflotte zugeteilt und nahm von 1906 bis 1914 an verschiedenen Flottenmanövern und Auslandsreisen teil (Norwegen, Ostsee, Kanarische Inseln, Spanien). Zweimal war sie dabei in ernsthafte Unfälle verwickelt: Während der Herbstmanöver 1911 rammte und versenkte sie den dänischen Frachter Askesund nahe Bülk, und bei der Sommerreise 1912 rammte sie das Torpedoboot G 110 in der Ostsee, wobei drei Mann der Bootsbesatzung ums Leben kamen. Im Februar 1912 versah sie Dienst als Eisbrecher in der Ostsee.
Wie auch die Nachfolger der Deutschland-Klasse, so waren auch die Hessen und ihre Schwesterschiffe beim Ausbruch des Ersten Weltkriegs bereits veraltet. Als ältestes Linienschiff in einem aktiven Geschwader war ihr Ersatz durch das Großlinienschiff König für den 26. August 1914 vorgesehen.

### Kriegsdienst
Durch den Beginn des Krieges verblieb die Hessen im Zweiten Geschwader, das in der Mündung der Elbe stationiert war und gegebenenfalls auch in der Ostsee eingesetzt werden sollte. Ein im November geplanter, eigenständiger Einsatz des Geschwaders in der Ostsee gegen Libau wurde auf der Höhe von Bornholm „wegen U-Boot-Gefahr“ vom Kaiser untersagt.
Das Geschwader gehörte zu den Deckungskräften bei den verschiedenen Flottenunternehmungen. Bei keinem dieser Vorstöße hatte das Zweite Geschwader Gefechtskontakt. Im Juni 1915 wurden zusätzliche Ölbrenner in die Maschinenanlage eingebaut. Ab dem 5. April 1916 musste das Geschwader regelmäßig ein Schiff zur Sundbewachung abstellen, die Hessen nahm als erste diesen Dienst auf. Im April 1916 wurde das Schiff mit vier Flugabwehr-Maschinengewehren nachgerüstet.
Am 31. Mai/1. Juni 1916 nahm es, als einziges Schiff seiner Klasse, unter Kapitän zur See Rudolf Bartels an der Skagerrakschlacht teil. Zusammen mit den fünf Schiffen der Deutschland-Klasse (Deutschland, Pommern, Schlesien, Schleswig-Holstein, Hannover) bildete sie das Zweite Geschwader unter Konteradmiral Franz Mauve am Ende der Hochseeflotte. Die sechs Schiffe waren die einzigen Vor-Dreadnought-Linienschiffe auf beiden Seiten. Die Schiffe hatten Mühe, die Geschwindigkeit des Verbandes der Hochseeflotte zu halten, und waren bei Gefechtsbeginn zurückgefallen. Die vom Flottenchef Reinhard Scheer befohlene erste Gefechtskehrtwende, bei der alle Schiffe gleichzeitig um 180° wendeten, sollte auch sicherstellen, dass die alten Schiffe nicht zurückblieben. Tatsächlich gerieten sie dann im weiteren Verlauf der Schlacht mehr in die Mitte der deutschen Schlachtreihe. Gegen 21 Uhr 25 geriet das Geschwader unter Beschuss der britischen Schlachtkreuzer, ohne seinerseits den Gegner eindeutig zu sichten. Nur die Hessen, Hannover und Deutschland scheinen mit 20, 8 und 4 Schuss das Feuer beantwortet zu haben. Die Schleswig-Holstein, die selbst nicht schoss, erhielt einen 34,3-cm(?)-Treffer, wodurch drei Mann getötet und weitere verwundet wurden. In den frühen Morgenstunden griffen britische Zerstörer mehrfach an. Die Hessen konnte einem Torpedo ausweichen, aber die vor ihr laufende Pommern erhielt mindestens einen Torpedotreffer, der augenscheinlich ein Magazin traf und zum sofortigen Untergang des Schiffes mit der gesamten Besatzung führte. Die Hessen blieb während der Schlacht unbeschädigt.
Im Dezember 1916 diente die Hessen kurzzeitig als Zielschiff in der Ostsee, bevor sie am 12. Dezember 1916 in die Kaiserliche Werft in Kiel ging, um desarmiert zu werden. Am 18. Januar 1917 wurde sie außer Dienst gestellt. Die Bewaffnung wurde ausgebaut und bis zum Kriegsende wurde sie als Wohnschiff der 1. U-Bootflottille in Brunsbüttel genutzt. Eine Warnaufschrift auf dem Rumpf führte zu dem Spitznamen „SMS Kleinste Fahrt“.

## Reichsmarine
Hoffnungslos veraltet war sie für die Siegermächte von keinem Interesse. Mit ihren vier Schwesterschiffen und vier etwas neueren Schiffen der Deutschland-Klasse wurden sie die Erstausstattung der Reichsmarine. Nicht erheblich modernisiert wurden 1921 zunächst die Hannover und die Braunschweig in Dienst genommen, denen 1924 die Elsass folgte.
Die Hessen wurde 1924 überholt und am 5. Januar 1925 als viertes Linienschiff der Reichsmarine wieder in Dienst gestellt. Ihre 8,8-cm-Geschütze waren auf nur noch vier reduziert, die 1930 durch Flugabwehrkanonen ersetzt wurden. Anfangs hatte sie noch zwei alte 45-cm-Torpedorohre, die später durch eine modernere Torpedoanlage mit zweimal zwei 50-cm-Torpedorohren ersetzt wurde. 1931 wurde die Zahl der 17-cm-Geschütze auf zwölf reduziert.
Das Schiff unternahm in den Zwischenkriegsjahren viele Ausbildungsreisen. Es besuchte im Juni 1925 zuerst Norwegen und Anfang 1926 Libau und Reval und war dann im Mai/Juni an der ersten großen Verbandsreise der Reichsmarine ins Mittelmeer beteiligt, auf der die Hessen Port Mahon, Cartagena und Vigo besuchte. 1927 folgte die noch längere Reise von März bis Juni mit Besuchen der Hessen auf den Kanaren und Kap Verden und in Lissabon. Im Juli besuchte die Hessen zusammen mit dem Torpedoboot T 190 als erstes deutsches Kriegsschiff nach dem Ersten Weltkrieg die Freie Stadt Danzig. 1928 besuchte sie erneut Norwegen, und 1929 führte die Flottenreise mit vier Linienschiffen, fünf neuen und vier alten Torpedobooten nach Nordspanien. Die Hessen lief die Häfen von Caraminal an der Arosabucht, Villagarcía de Arosa und El Ferrol an. Im Spätsommer folgte noch eine Ostseereise mit der Schleswig-Holstein, achtzehn Torpedobooten, sechs Minensuchern und Tendern, auf der die beiden Linienschiffe mit fünf Torpedobooten Stockholm vom 30. August bis zum 5. September besuchten.
Die organisatorische Veränderung der Reichsmarine zum 1. Januar 1930 bedeutete, dass die vier im Dienst befindlichen Linienschiffe Schleswig-Holstein (das Flottenflaggschiff), Schlesien, Elsass und Hessen unter einem „Befehlshaber der Linienschiffe“ in Kiel vereinigt wurden. Vom 2. April bis zum 18. Juni wurde die Flottenreise nach Spanien und ins Mittelmeer mit vier Linienschiffen, einem Leichten Kreuzer und zehn Torpedobooten durchgeführt. Alle Schiffe besuchten Vigo, die Hessen dann Alicante und mit der Schleswig-Holstein Palermo sowie Syrakus. Dann lief die Hessen nach Venedig und traf die Schlesien und die Schleswig-Holstein vor Korfu und besuchte mit den drei anderen Linienschiffen dann noch Palma, allein nochmals Alicante und wieder zu viert Cádiz. Im Herbst fand noch ein Besuch von Kristiansand statt.
Im Sommer 1931 erfolgte die nächste Flottenreise wieder nach Norwegen. 1932 machte die Hessen einen Besuch von Visby auf Gotland und dann mit dem Flottenflaggschiff Schleswig-Holstein vom 6. bis zum 12. Juli in Oslo. Im Herbst besuchte sie wiederum Danzig. Die für 1933 geplante Auslandsreise nach Spanien fiel für die Flotte aus, die Hessen machte nur einen Auslandsbesuch in Reval. 1934 gab es wieder eine Sommerreise nach Norwegen, und die Hessen besuchte Bergen und den Sognefjord.
Am 12. November 1934 wurde die Hessen außer Dienst gestellt und durch das Panzerschiff Admiral Scheer ersetzt.

## Zielschiff

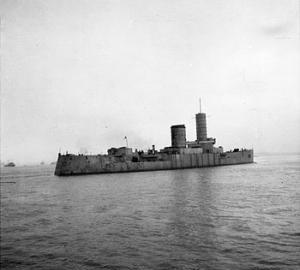
Das Zielschiff Hessen

Danach wurde sie zum funkgesteuerten Zielschiff umgerüstet. Masten, Bewaffnung und zwei Schornsteine wurden entfernt, eine neue Bugpartie angebaut, die das Schiff 10 m länger machte, und eine Turbinenantriebsanlage eingebaut, die dem Zielschiff ferngelenkt eine Höchstgeschwindigkeit von 20 Knoten erlaubte. Ab 1. April 1937 diente die Hessen der Kriegsmarine als Zielschiff, gesteuert vom Führungsboot Blitz, dem ehemaligen Torpedoboot T 185 (ex V 185), das schon seit 1933 mit dem Zielschiff Zähringen eingesetzt wurde. Für den Betrieb als Zielschiff gab es eine 80-köpfige Besatzung, die beim ferngelenkten Betrieb nicht an Bord war. Durch den Umbau des alten Torpedoboots T 151 (ex V 151) erhielt die Hessen am 12. März 1937 noch ein eigenes, Komet genanntes Führungsboot. Am 30. August erfolgte die erste scharfe Übung mit dem Leichten Kreuzer Leipzig. Das Führungsboot Komet wurde im April 1939 Torpedofangboot. Es wurde durch das umgebaute Torpedoboot T 123 (ex T 23 ex S 23) ersetzt, das ebenfalls Komet genannt wurde.

## Sowjetische Marine
Nach dem Ende des Zweiten Weltkriegs wurden die Hessen und die Blitz von der Sowjetunion beschlagnahmt. Anfang Januar 1946 fuhren sie, zusammen mit vier anderen ehemals deutschen Schiffen (dem Leichten Kreuzer Nürnberg, dem Zerstörer Erich Steinbrinck, dem Torpedoboot T 33 und dem alten Torpedoboot und nunmehrigen Torpedofangboot T 107) nach Libau und wurden in Tsel und Wystrel umbenannt. Die Restbesatzungen der sechs Schiffe wurden von dem mitfahrenden und danach ebenfalls an die sowjetische Marine auszuliefernden U-Boot-Begleitschiff Otto Wünsche nach Deutschland zurückgebracht.
Die Tsel wurde Ende der 1950er oder Anfang der 1960er Jahre endgültig ausgemustert und danach verschrottet.

## Kommandanten
| 19. September 1905 bis 18. Januar 1917    |                                                        |
| 19. September 1905 bis September 1906     | Kapitän zur See Carl Derzewski                         |
| September 1906                            | Kapitänleutnant Max Lans (in Vertretung)               |
| September 1906 bis September 1908         | Kapitän zur See Karl Dick                              |
| September 1908 bis September 1910         | Kapitän zur See Ehrhard Schmidt                        |
| September 1910 bis Dezember 1911          | Kapitän zur See Friedrich von Kühlwetter               |
| Dezember 1911 bis Januar 1912             | Korvettenkapitän Adalbert Zuckschwerdt (in Vertretung) |
| Januar 1912 bis September 1915            | Kapitän zur See Hans Küsel                             |
| September 1915 bis Juli 1916              | Kapitän zur See Rudolf Bartels                         |
| Juli bis September 1916                   | Kapitän zur See Max Lans                               |
| September 1916                            | Kapitän zur See Ernst Ewers                            |
| September 1916 bis 18. Januar 1917        | Kapitän zur See Max Lans                               |
| 6. Januar 1925 bis 12. November 1934      |                                                        |
| 6. Januar 1925 bis April 1926             | Kapitän zur See Karl Klüpfel                           |
| April 1926 bis September 1927             | Kapitän zur See Ernst Junkermann                       |
| September 1927 bis September 1928         | Kapitän zur See Emil Heusinger von Waldegg             |
| 27. September 1928 bis 28. September 1930 | Fregattenkapitän / Kapitän zur See Otto Feige          |
| 29. September 1930 bis 26. September 1932 | Kapitän zur See Willy von Nordeck                      |
| 27. September 1932 bis 2. Oktober 1933    | Kapitän zur See Rolf Carls                             |
| 3. Oktober 1933 bis September 1934        | Kapitän zur See Hermann Boehm                          |
| September bis 12. November 1934           | Kapitän zur See Wilhelm Marschall                      |

## Bekannte Besatzungsangehörige
- Eberhard Ahrens (1892–1945), Schiffsarzt
- Helmut Bertram (1907–1999), war von 1964 bis 1966, als Brigadegeneral  der Luftwaffe der Bundeswehr im Hauptquartier der Fourth Allied Tactical Air Force tätig
- Carl-Heinz Birnbacher (1910–1991), war von 1968 bis 1970, als Konteradmiral der Bundesmarine, Stellvertreter des Befehlshabers der Flotte
- Robert Gysae (1911–1989), von 1967 bis 1970 Kommandeur der Marinedivision Nordsee
- Günter Kuhnke (1912–1990), war von 1966 bis 1972 als Konteradmiral Amtschef des Marineamts
- Alfred Schumann (1902–1985), war 1963 als Flottillenadmiral Stellvertretender Inspekteur der Marine und Chef des Stabes Fü M

## Bildergalerie

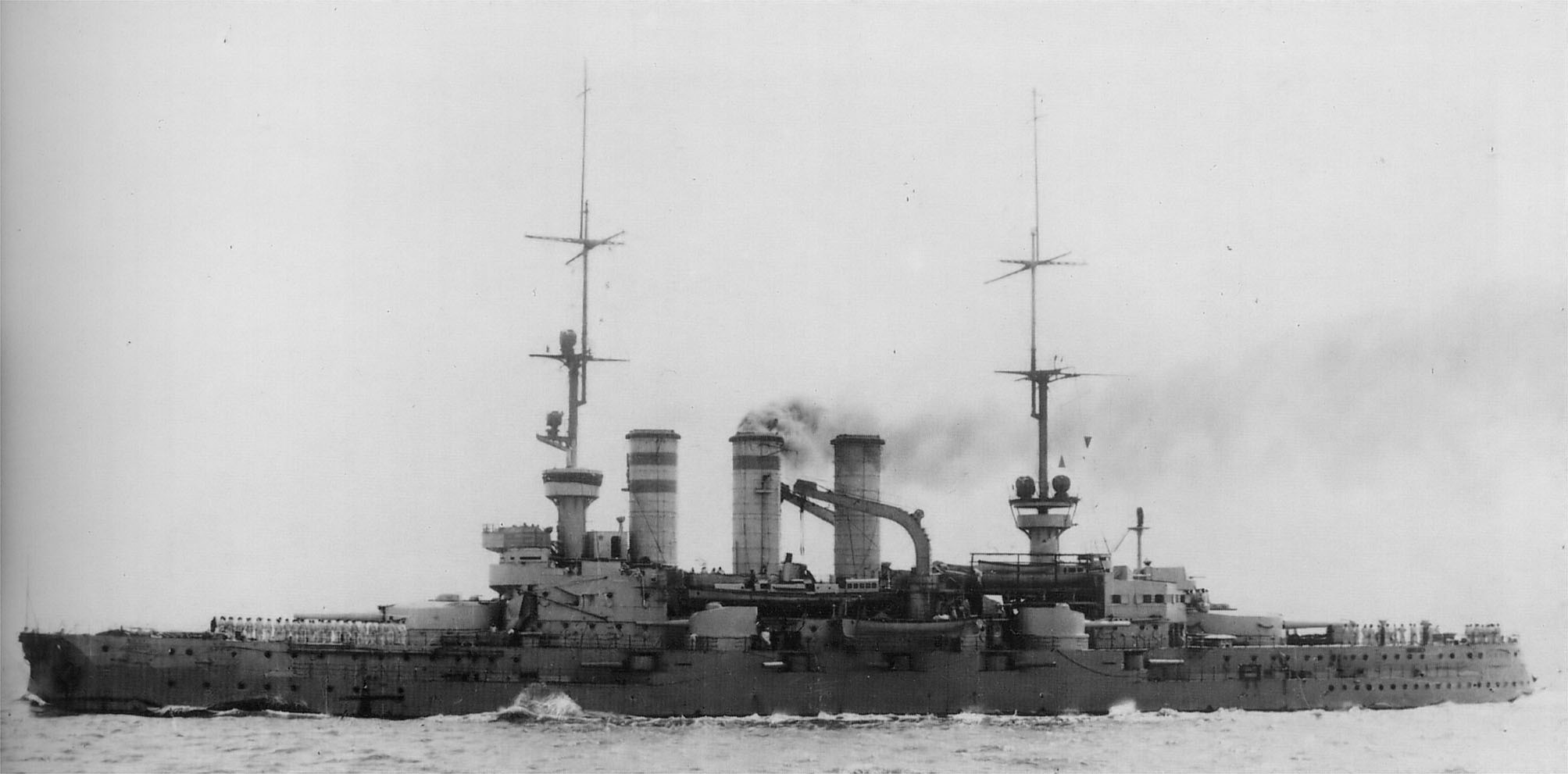
Seitenansicht der Hessen
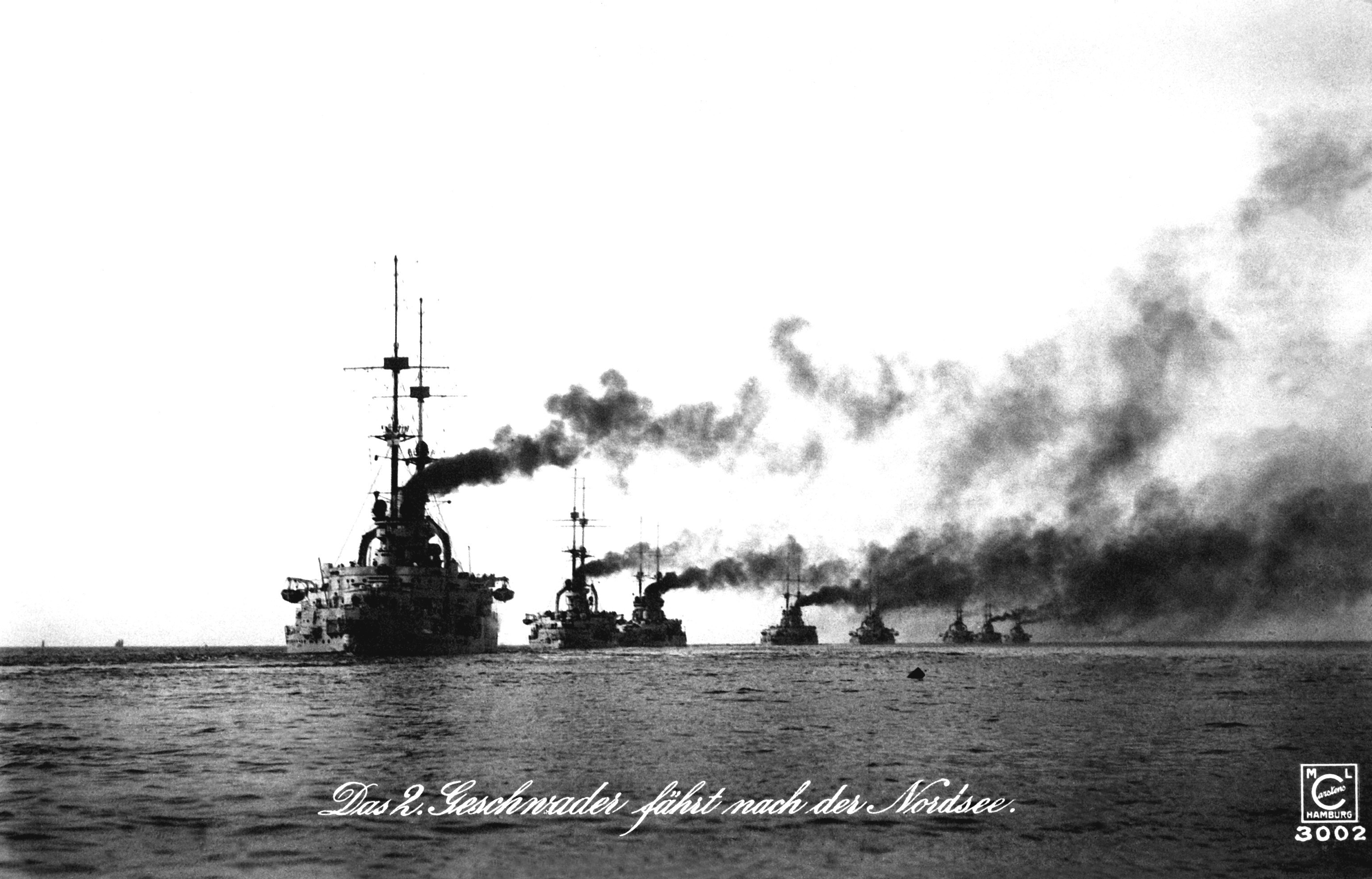
Schiffe des II. Geschwaders der deutschen Hochseeflotte in der Nordsee vor dem Ersten Weltkrieg.
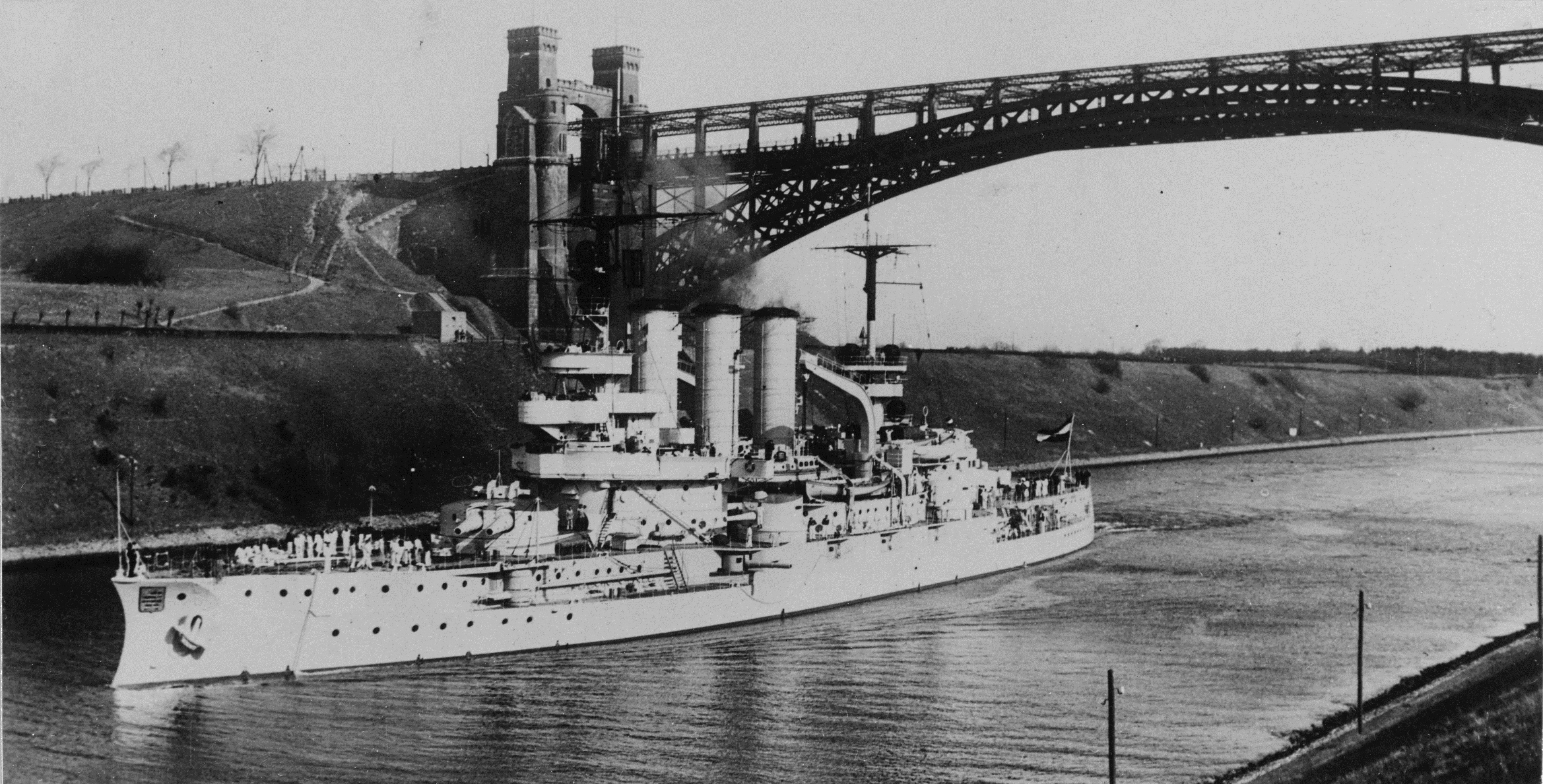
Im Kaiser-Wilhelm-Kanal unter der Levensauer Hochbrücke